# Alexx Woods
Alexx Woods (13 augustus 1960) is een personage uit de televisieserie CSI: Miami. Ze wordt gespeeld door Khandi Alexander.

## Achtergrond
Alexx Woods is een lijkschouwer voor het Miami-Dade CSI team.
Alexx is de oudste van zes kinderen. Ze is gewend te werken in gesloten ruimtes en onder de druk van zware verantwoordelijkheden. Al op jonge leeftijd wist ze dat ze graag dokter wilde worden en deed ze alles om die droom te verwezenlijken. Ze haalde een bachelor of Science in de scheikunde aan de Universiteit van New York, en een M.D. pathologie aan de Rutgers Universiteit. Daarna begon haar medische carrière in New York als apotheker. Maar als snel besefte ze dat de bureaucratische natuur van het medische werk haar weerhield van het echte dokterswerk dat ze graag wilde doen. Uiteindelijk ging ze naar het lijkschouwersbureau in New York voor een baan.
Al snel bleek het forensische werk haar te liggen. Ze begreep dat dode slachtoffers haar nodig hadden om voor hen te praten en te vertellen wat hen was overkomen. Zelf praat ze ook geregeld met de lichamen als ze hen bestudeert. Na een poosje kwam ze naar Miami voor persoonlijke redenen. Ze werd hier benaderd door het Miami-Dade CSI lab om voor hen te komen werken. Ze greep deze kans meteen aan en werd lid van Horatio’s team.
Alexx is inmiddels getrouwd en heeft twee kinderen, een zoon en een dochter.
In seizoen 6, aflevering 19 verlaat Alexx het team omdat haar zoon betrokken raakte in een moordzaak.